# Левенец, Матрёна Ивановна
Матрёна Ивановна Левенец (15 июля 1920, село Клименки, Вейделевский район Белгородской области — ?) — украинская советская деятельница, свинарка колхоза «Новоалександровский» Троицкого района Луганской области. Депутат Верховного Совета СССР 7-го созыва.

## Биография
Родилась в крестьянской семье. Образование начальное.
С 1935 года — колхозница колхозов «9 января» и «Новый путь» Вейделевский район Курской (теперь — Белгородской) области РСФСР.
С 1948 года — свинарка колхоза «Новоалександровский» села Новоалександровка Троицкого района Ворошиловградской (Луганской) области. Ударник коммунистического труда. В 1965 году получила от каждой из 16 закрепленных свиноматок по 23 поросят.
Потом — на пенсии в пгт. Троицкое Луганской области.

## Награды
- орден Ленина (1966)
- медали